# Привреда Чешке
Привреда Чешке је развијена извозно оријентисана социјална тржишна привреда заснована на услугама, производњи и иновацијама, која одржава државу благостања са високим приходима и европски социјални модел. Чешка учествује на јединственом европском тржишту као чланица Европске уније и стога је део привреде Европске уније, али уместо евра користи сопствену валуту, чешку круну. Члан је организације за економску сарадњу и развој. На тринаестом је месту по прилагођавању неједнакости по хуманом развоју и на четрнаестом месту у индексу хуманог капитала Светске банке испред Сједињене Америчке Државе, Уједињеног Краљевства или Француске. Гардијан га је описао као једну од најуспешнијих европских привреда.
Индустријски сектор чини 37,5% привреде, док услуге чине 60%, а пољопривреда 2,5%. Главне индустрије су високотехнолошки инжењеринг, електроника и машиноградња, производња челика, транспортна опрема (аутомобилско, железничко и ваздухопловно инжењерство), хемикалије, напредни материјали и фармацеутски производи. Главне услуге су истраживање и развој, функције информационо-комуникационог система и развој софтвера, нанотехнологија и науке о животу, између осталог. Главни пољопривредни производи су житарице, биљна уља и хмељ.
Од 2018. године, чешки БДП по становнику, по паритету куповне моћи, износи 37.370 долара и 22.850 по номиналној вредности. Од јуна 2019. стопа незапослености била је најнижа у Европској унији са 1,9%, а стопа сиромаштва је друга најнижа од чланица организација за економску сарадњу и развој (иза Данске). Чешка се налази на 24. месту по индексу економске слободе (иза Норвешке) и глобалном индексу иновација (иза Аустралије), 32. у извештају о глобалној конкурентности,  41. по лакоћи пословања индекс и 25. у извештају Global Enabling Trade Report (иза Канаде). Највећи трговински партнер и за извоз и за увоз је Немачка и остале државе чланице Европске уније уопште. Чешка има изузетно разноврсну привреду која заузима девето место у индексу економске сложености 2017.

## Историја

### Пре 1989.
Била је међу првим индустријализованим земљама континенталне Европе током доба Немачке конфедерације. Чешка индустријска традиција датира из 19. века, када су земље чешке круне биле економско и индустријско седиште Аустријског царства, а касније аустријске стране Аустроугарске. Чешка је произвела већину (око 70%) свих индустријских добара у царству, од којих су нека била готово монополистичка. Чехословачка круна уведена је у априлу 1919. и убрзо је постала једна од најстабилнијих валута у Европи. Прва чехословачка република постала је једна од десет најразвијенијих земаља света (иза САД, Канаде, Аустралије, Швајцарске, Аргентине, Британије, Француске, Шведске и Белгије).
Последице Минхенског споразума из 1938. и каснија окупација биле су погубне за привреду. Немци су одмах почели да купују чешку робу у великим количинама.
Све социјалистичке земље су биле, у складу са Стаљиновом развојном политиком, зависне од привреде Совјетског Савеза. Чехословачка је била најнапреднија земља Источног блока, али је и даље заостајала за остатком развијеног света. Распадом комунистичког економског савеза 1991. чешки произвођачи су изгубили своја традиционална тржишта међу бившим комунистичким земљама на истоку.
Чешка данас има образовано становништво и густо развијену инфраструктуру.

### 1989—1995.
Плишана револуција 1989. пружила је шансу за политичку и економску реформу. Знакови економског препорода почели су да се појављују након догађаја који је Међународни монетарни фонд значио као велики прасак 1991. Од тада, доследна либерализација и строго економско управљање довели су до уклањања 95% свих контрола цена, ниске незапослености, позитивног платног биланса, стабилног девизног курса, померања извоза са тржишта бивших комунистичких економских блокова у западну Европу, и релативно низак спољни дуг. Инфлација је виша него у неким другим земљама, углавном у распону од 10%, и влада је имала константне скромне буџетске дефиците.
Два владина приоритета биле су строга фискална политика и стварање климе за улагања. Након низа девалвација валуте, чешка круна је остала стабилна у односу на амерички долар.
Како би стимулисала привреду и привукла стране партнере, влада је преправила правну и административну структуру која управља инвестицијама. Распадом Совјетског Савеза, земља је до тог тренутка у великој мери зависила од извоза у СССР. Морали су да реструктуишу постојеће банкарске и телекомуникационе објекте, као и да прилагоде комерцијалне законе и праксе у складу са западним стандардима. Иако се директне стране инвестиције одвијају у неравномерним циклусима, са 12,9% удела између 1990. и марта 1998. године, САД су биле трећи највећи страни инвеститор у чешкој привреди, иза Немачке и Холандије.
Напредак је забележен у стварању стабилне инвестиционе климе, када је Чешка постала прва посткомунистичка земља која је добила кредит од међународних институција.
Према систему, сваки грађанин је добио прилику да по умереној цени купи ваучер који представља потенцијалне акције било које државне компаније. Власници ваучера би тада могли да их уложе, повећавајући капиталну основу одабране компаније и стварајући државу грађанских акционара. За разлику од руске приватизације која се састојала од продаје комуналне имовине приватним компанијама, а не од преноса удела грађанима. Ефекат ове политике је драматичан. У комунизму је процењено да је државно власништво над предузећима 97%. Приватизација враћањем имовине бившим власницима углавном је завршена 1992. До 1998. више од 80% предузећа било је у приватним рукама. Програм је учинио Чехе, који поседују акције сваке од компанија, једним од највећих власника акција по становнику на свету.

### 1995—2000.
Економска трансформација још увек није била потпуна. Политичке и финансијске кризе 1997. срушиле су слику Чешке као једне од најстабилнијих и најпросперитетнијих посткомунистичких држава. Кашњења у реструктурирању предузећа и неуспех да се развије добро функционишуће тржиште капитала имали су главну улогу у економским проблемима, који су кулминирали валутном кризом у мају. Инвеститори су били забринути да економска трансформација још увек није била потпуна. Још један отежавајући фактор био је дефицит текућег рачуна, који је достигао скоро 8% БДП-а.
На пролеће уведена су два пакета штедње, чиме је државна потрошња смањена за 2,5% БДП-а. Раст је пао на 0,3% 1997, -2,3% 1998 и -0,5% 1999. Влада је 1999. основала агенцију за реструктурирање и покренула програм ревитализације како би подстакла продају предузећа страним компанијама. Кључни приоритети су укључивали убрзање законодавне конвергенције са нормама Европске уније, реструктурирање предузећа и приватизацију банака и комуналних предузећа. Очекивало се да ће се привреда, подстакнута повећаним растом извоза и инвестиција, опоравити до 2000.

### 2000—2005.
Раст 2000—2005. подржао је извоз у Европској унији, пре свега у Немачку, и опоравак страних и домаћих инвестиција. Домаћа потражња има све важнију улогу у потпори расту каматне стопе и доступности кредитних картица и хипотека. Дефицити текућег рачуна од око 5% БДП-а почињу да опадају како расте потражња за чешким производима у Европској унији. Инфлација је под контролом. Приступање Европској унији подстиче структурне реформе. Почетком 2004. влада је усвојила повећање пореза на додату вредност и пооштрила је право на социјална давања са намером да до 2006. смањи јаз у јавним финансијама на 4% БДП-а. Приватизација државне телекомуникационе компаније O2 Czech Republic извршена је 2005. Интензивно реструктурирање великих предузећа, побољшања у финансијском сектору и ефикасно коришћење расположивих фондова Европске уније требале су да ојачају раст производње.

### 2005—2010.
Раст се наставио у првим годинама чланства Европске уније. Кредитни део светске финансијске кризе 2007. није много утицао на Чешку, највише због њеног стабилног банкарског сектора који је прва искуства имао током мање кризе крајем 1990-их и тада је постао много опрезнији. Као део БДП-а, чешки јавни дуг је међу најмањима у Централној и Источној Европи. За разлику од многих других посткомунистичких земаља, велика већина домаћег дуга преко 99% деноминован је у локалној валути.
Средином 2009. годишњи пад БДП-а процењен је на око 3% или 4,3%. Утицај економске кризе могао је бити ограничен постојањем националне валуте која је привремено ослабила у првој половини 2009.

### 2010—2015.
Од светске економске кризе, БДП Чешка стагнира или опада. Неки економисти су критиковали фискално конзервативну политику Петра Нечаса. Мирослав Калоусек је у интервјуу 2008, као министар финансија у влади Мирека Тополанека, изјавио: „Чешка неће трпети финансијску кризу”. У септембру 2008. Мирослав Калоусек је формирао државни буџет са повећањем БДП-а од 5% 2009. Године 2009. и 2010. Чешка је претрпела снажну економску кризу и БДП се смањио за 4,5%. Од 2009. до 2012. Чешка је претрпела највећи дефицит државног буџета у историји независне Чешке. Од 2008. до 2012. јавни дуг Чешке повећао се за 18,9%. Највећи пад индустријске производње забележен је у грађевинарству (-25% 2009, -15,5% 2013). Од четвртог квартала 2009. до првог квартала 2013. БДП се смањио за 7,8%.
Чешка влада је 2012. повећала порез на додату вредност. Повећан је са 20% 2012. на 21% 2013. и смањен ПДВ повећан са 14% на 15% 2013. Продаја малих предузећа опала је за 21% од 2012. до 2013. као резултат повећања ПДВ-а. Patria.cz је предвиђала стагнацију продаје и благи пораст 2013. Други проблем је спољна трговина. Чешка се сматра извозном привредом (има успешну машинску и аутомобилску индустрију), међутим 2013. спољна трговина се брзо смањивала што је довело до многих других проблема и повећања дефицита државног буџета. Године 2013. у циљу повећава извоза и запослености, Чешка централна банка је намерно дефлационирала чешку круну, чија је инфлација порасла са 0,2% у новембру 2013. на 1,3% у првом кварталу 2014.
Године 2014. БДП у Чешкој је порастао за 2%, а предвидео се раст од 2,7% 2015. Привреда Чешке је порасла за 4,2% 2015. што је најбрже растућа привреда у Европској унији. Раст чешке привреде је забележен 29. маја 2015. са израчунатих 3,9% на 4,2%.

### 2015—данас
У августу 2015. привредни раст је износио 4,4%, што је чешку привреду учинило највишом у Европи. Незапосленост је 9. новембра 2015. износила 5,9%, што је најнижи број од фебруара 2009. Дивиденде у вредности од 289 милијарди круне исплаћене су страним власницима чешких компанија 2016.

## Европска унија
Од приступања Европској унији 2004. Чешка је усвојила европску монетарну унију и уговор о приступању 2003. обавезује је да убудуће усвоји валуту евро.
Чешка прима 24,2 милијарде евра 2014—2020. од европских структурних и инвестиционих фондова, али ова сума не премашује износ одлива капитала профита страних фирми из Чешке у друге чланице Европске уније.

## Јавна политика
Од 2016. има другу најнижу стопу сиромаштва чланица организација за економску сарадњу и развој (иза Данске). Здравствени систем заузима тринаесто место у индексу потрошача 2016.

## Енергија
Дугорочни је нето извозник електричне енергије. Увоз 97%—98% нафте која се користи у Чешкој Републици.
Године 2015. нуклеарну енергију влада одређује као главни извор енергије и предвиђа се да ће њен удео порасти између 46% и 58% до 2040. Планиран је пад енергије угља на 21%, а раст извора на 25%, гаса у распону од 5 до 15%.
Године 2019. енергетска стратегија је предвиђала постепено укидање удела енергије угља у укупној производњи електричне енергије са 46,2% 2015. на 15,5% до 2040. Нуклеарна енергија је некарбонски извор енергије који се користити током спорог преласка на обновљиве изворе како би се смањила употреба фосилних горива која емитују угљеник и која узрокују глобално загревање. Повећање удела нуклеарних, обновљивих извора и природног гаса задовољава потребу за енергијом створену предстојећим постепеним заустављањем електрана на угаљ. Године 2015. изграђен је додатни нуклеарни реактор на нуклеарној електрани Темелин и Дуковани са могућношћу даљег проширења. Од 2019. влада је преговарала о моделима финансирања и избору извођача за планиране реакторе.
| Извор енергије     | 2015. | 2040. |
| ------------------ | ----- | ----- |
| Угаљ               | 46,2% | 15,5% |
| Нуклеарна енергија | 31,5% | 43,2% |
| Природни гас       | 4,8%  | 8,2%  |
| Обновљиви извори   | 10,1% | 20,2% |

## Статистички показатељи

### Развој главних показатеља
Следећа табела приказује главне економске показатеље 1980—2017. Инфлација испод 2% је у зеленој боји.
| Године | БДП   | БДП по становнику | Раст БДП-а | Стопа инфлације (у процентима) | Незапосленост </br> (у процентима) | Државни дуг </br> (у % БДП-а) |
| ------ | ----- | ----------------- | ---------- | ------------------------------ | ---------------------------------- | ----------------------------- |
| 2015.  | 340.6 | 32,318            | 5.3%       | 0.3%                           | </img> 5.0%                        | </img> 40.0%                  |
| 2016.  | 353.9 | 33,529            | 2.6%       | 0.7%                           | </img> 3.9%                        | </img> 36.8%                  |
| 2017.  | 375.7 | 35,512            | 4.3%       | 2.4%                           | </img> 2.9%                        | </img> 34.7%                  |
| 2018.  | 397.7 | 37,547            | 3.5%       | 2.3%                           | </img> 3.0%                        | </img> 32.9%                  |
| 2019.  | 418.7 | 39,478            | 3.0%       | 2.0%                           | </img> 3.2%                        | </img> 31.3%                  |
| 2020.  | 437.7 | 41,220            | 2.5%       | 2.0%                           | </img> 3.4%                        | </img> 29.4%                  |

### Позадина
Светска књига чињеница 2017. је навела да БДП износи 353,9 милијарди долара (2016), раст БДП-а 2.6% (2016), БДП по глави становника $33,500 (2016) и БДП по секторима — пољопривреда: 2,5%, индустрија: 37,5%, услуге: 60% (2016), инфлација: 0,7% (2016), радна снага: 5427 милиона (2017), незапосленост: 2,3% (септембар 2018).
Стопа раста индустријске производње: 3,5% (2016)
Приход или потрошња домаћинства у процентуалном уделу (2015):
- најнижих 10%: 4,1%
- највиших 10%: 21,7%

Јавни дуг: 34,2% БДП-а (2018)

### Трговина и финансије
Извоз је износио 136,1 милијарде долара, од чега су машине и транспортна опрема, сировине, гориво, хемикалије (2018).
Увоз је износио 122,8 милијарди долара, од чега су машине и транспортна опрема, сировине и горива, хемикалије (2018). Биланс текућег рачуна је износио 2216 милијарди долара (2018). Извозни партнери су Немачка 32,4%, Словачка 8,4%, Пољска 5,8%, Велика Британија 5,2%, Француска 5,2%, Италија 4,3% и Аустрија 4,2% (2016). Увозни партнери су Немачка 30,6%, Пољска 9,6%, Кина 7,5%, Словачка 6,3%, Холандија 5,3% и Италија 4,1% (2016). Резерве су износиле 85,73 милијарде долара 31. децембра 2016. Директне стране инвестиције су износиле 139,6 милијарди долара. Чешке инвестиције у иностранству су износиле 43,09 милијарди долара, спољни дуг 138 милијарди долара. Вредност акција којима се јавно тргује износи 44,5 милијарди америчких долара.
Курсна листа:
- круна — 21,82Kč (септембар 2018), 18,75 (децембар 2010),[42] 18,277 (2007), 23,957 (2005), 25,7 (2004), 28,2 (2003), 32,7 (2002), 38,0 (2001), 38,6 (2001), 34,6 (1999), 32,3 (1998), 31,7 (1997), 27,1 (1996), 26,5 (1995)
- круна — 27,33 EUR (мај 2015), 25,06 (децембар 2010)[42]

### ИТ и телекомуникације
Домаћинства са приступом фиксном и мобилном телефону:
- фиксни телефон — 25% (2009)
  - према чешком заводу за статистику:[44] 55,2% (2005); 31,1% (2008); 27,6% (2009); 24,2% (2010); 23,4% (2011); 21,8% (2012)
- мобилни телефон — 94% (2009)
  - према чешком заводу за статистику:[44] 81,2% (2005); 92,4% (2008); 94,6% (2009); 95,6% (2010); 96,2% (2011); 97,0% (2012)

Индивидуе са приступом мобилном телефону:
- према чешком заводу за статистику:[45] 75,8% (2005); 90,6% (2009); 93,9% (2011); 96,0% (2012); 96,0% (2013)

Стопа пенетрације широкопојасне мреже:
- фиксна широкопојасна мрежа — 19,1% (2010)
- широкопојасна мобилна мрежа — 3,5% (2010)

Индивидуе које користе рачунар и интернет:
- рачунар — 67% (2009)
  - према чешком заводу за статистику:[46] 42,0% (2005); 59,2% (2009); 64,1% (2010); 67,1% (2011); 69,5% (2012); 70,2% (2013)
- интернет — 80,9% (2019)
  - према чешком заводу за статистику:[47] 32,1% (2005); 55,9% (2009); 61,8% (2010); 65,5% (2011); 69,5% (2012); 70,4% (2013)

## Међународна ранг листа

### Друштво и квалитет живота
- 26. по индексу хуманог развоја (2019)
- 13. по индексу хуманог развоја прилагођен неједнакости (2019)[48]
- 14. по индексу људског капитала (2018)[49]
- 13. по индексу квалитета држављанства
- 28. по индексу благостања (2019)
- 25. по индексу друштвеног напретка (2019)

### Макропривреда
- 35. по индексу лакоће пословања (2019)
- 10. по индексу економске сложености (2016)
- 29. по извештају о глобалној конкурентности (2018—2019)
- 25. по извештају о глобалном омогућавању трговине (2016)
- 26. по индексу глобалних иновација (2019)[50]
- 24. по индексу економске слободе (2018)